# ロレンツォ・アッレグリ (画家)
ロレンツォ・アッレグリ（伊: Lorenzo Allegri, -1527年）は、ルネサンスのイタリアの画家である。モデナ公国のコッレッジョで絵画を制作した。パルマ派の画家アントニオ・アッレグリ・ダ・コレッジョの叔父にあたる。

## 生涯
ロレンツォが芸術家であったことを伝えるものはほとんど残されてない。しかしロレンツォはコレッジョの叔父であり、彼に最初期の芸術教育を与えたとしばしば考えられている。ロレンツォは1503年にコッレッジョのサン・フランチェスコ修道院に絵画を制作したと記録されている。1498年に制作され、「ローレンティウス P.」と署名された、コッレッジョのギベルト伯爵（Count Giberto in Correggio）の宮殿にあるオウィディウスの『変身物語』を描いたいくつかのフレスコ画も伝統的に彼に帰属されていた。これらの作品は18世紀半ばまで残っていたが、19世紀後半までには失われてしまった。
ロレンツォは生涯に2度結婚しており、最初にカタリナ・カルカーニ（Catarina Calcagni）という女性と、次にサン・マルティーノ（San Martino）出身のマリア・プラト（Maria Prato）と結婚した。彼には3人の娘と絵画を学んだクウィリーノ（Quirino）という息子がいた。しかしロレンツォの2番目の妻とおそらく彼の子供たちは彼が死ぬ前に亡くなった。というのは、ロレンツォは1527年3月に自身の財産を甥アントニオ・アッレグリの父である兄ペレグリーノ（Pellegrino）に譲り渡しているからである。彼は1482年に小さな不動産を購入することができたので、かなり裕福であったようである。
作品は現存していないが、多くの著者は主に「ライオンを描きたいと思って（ロレンツォは）山羊を描き、その上にタイトルを書いた」という（他の画家について以前に使用されていた）16世紀の司教リナルド・コルソの小冊子のユーモラスな発言に基づいて、芸術家としてのロレンツォの能力を疑問視している。